# مارک کینگستون
مارک کینگستون (انگلیسی: Mark Kingston؛ ‏ ۱۸ آوریل ۱۹۳۴ – ۹ اکتبر ۲۰۱۱) بازیگر اهل بریتانیا بود.
از فیلم‌ها یا برنامه‌های تلویزیونی که وی در آن نقش داشته‌است، می‌توان به پوآرو، ابوالهول، نزدیکی صمیمانه و هیتلر: ده روز آخر اشاره کرد.